# Malden (Massachusetts)
Malden is een plaats (city) in de Amerikaanse staat Massachusetts, en valt bestuurlijk gezien onder Middlesex County.

## Demografie
Bij de volkstelling in 2000 werd het aantal inwoners vastgesteld op 56.340.
In 2006 is het aantal inwoners door het United States Census Bureau geschat op 55.595, een daling van 745 (-1.3%). In 2020 bedroeg het aantal 66.263.

## Geografie
Volgens het United States Census Bureau beslaat de plaats een oppervlakte van
13,2 km², waarvan 13,1 km² land en 0,1 km² water.

## Plaatsen in de nabije omgeving
De onderstaande figuur toont nabijgelegen plaatsen in een straal van 8 km rond Malden.

## Geboren
- Timothy Dexter (1747-1806), zakenman
- Jack Albertson (1907-1981), acteur
- The Ames Brothers, zangkwartet
- Frank Stella (1936-2024), kunstschilder, beeldhouwer en graficus
- Norman Greenbaum (1942), zanger